# Basseri

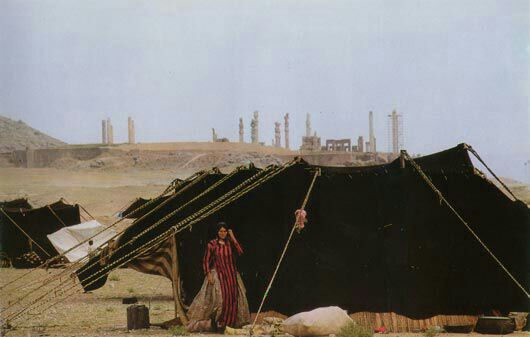
Una donna Basseri

I Basseri (persiano: باصری) sono una tribù iraniana sud-occidentale di etnia persiana. Parlano un dialetto sud-occidentale della lingua persiana. Una piccola percentuale di bakhtiari è ancora dedita alla pastorizia nomade, e migrano fra il trimestre estivo (sardsīr o yaylāq) e quello invernale (garmsīr o qishlāq). I Basseri vivono principalmente nella Provincia di Fars.